# Young Champion
Young Champion (ヤングチャンピオン) est un magazine de prépublication de mangas bimensuel de type seinen édité par Akita Shoten depuis mars 1988.
Deux magazines dérivés sont édités par Akita Shoten : le Young Champion Retsu (ja) depuis le 20 juin 2006 et le Bessatsu Young Champion (ja) depuis le 11 mai 2014,.

## Séries parues
- 50 nuances de gras
- Alien 9
- Battle Royale
- Black Joke
- Blackjack Neo
- Blitz Royale
- Blood Rain
- Le Garçon du train
- Ikebukuro West Gate Park
- Love Junkies
- Sense
- Wolf Guy
- Young Black Jack

## lien externe
- (ja) Site officiel sur le site de l'éditeur Akita Shoten